# Municipio de Salinas Victoria
El municipio de Salinas Victoria es uno de los 51 municipios en que se encuentra dividido el estado mexicano de Nuevo León. Su cabecera municipal es la localidad homónima y su localidad más poblada es Los Pilares.

## Geografía

### Localización
El municipio de Salinas Victoria se localiza la región Golfo del estado de Nuevo León, ubicada en el centro norte de la entidad. La altitud promedio es de 464 m s. n. m.

### Límites municipales
El municipio limita por el norte con: Agualeguas, Sabinas Hidalgo y Villaldama; por el este con: Agualeguas, Apodaca, Cerralvo, Ciénega de Flores, Higueras y General Zuazua; por el sur con: General Escobedo; y por el oeste con: El Carmen, Hidalgo y Mina.

### Extensión territorial
El municipio tiene una extensión territorial de 1658.08 km², que representa el 2.6 % de la extensión del estado de Nuevo León.

### Clima
El municipio tiene seis tipos de clima: el semiseco semicálido abarca el 57 % de la superficie municipal; el seco semicálido, el 33 %; el semicálido subhúmedo con lluvias en verano, el 4 %; el semiseco muy cálido, el 3 %; el seco muy cálido, el 2 %; y el semiseco templado, el 1 %.

## Demografía
De acuerdo con el censo realizado en 2020 por el Instituto Nacional de Estadística y Geografía (INEGI), en el municipio de Salinas Victoria había un total de 86 766 habitantes, de los que 44 135 eran hombres y 42 631, mujeres.
A 2020, el grado promedio de escolaridad en personas de 15 años y más era de 9.4 años.

### Localidades
En 2020 había un total de 391 localidades en el municipio. Las localidades clasificadas como urbanas en dicho año fueron:
| Localidad                 | Población |
| Total municipal           | 86 766    |
| Los Pilares               | 25 995    |
| Valle del Norte           | 14 305    |
| Salinas Victoria          | 13 059    |
| Bosques de los Nogales    | 11 980    |
| Emiliano Zapata           | 6309      |
| Mission                   | 5133      |
| Ciudad Satélite del Norte | 2847      |
| Simeprodeso               | 2764      |